# Pałac w Gosławicach
Pałac w Gosławicach (niem. Schloss Gniefgau) – zabytkowy pałac w Gosławicach – wsi w Polsce, w województwie dolnośląskim, w powiecie średzkim, w gminie Miękinia.

## Historia
Pałac zbudowany w latach 1870-1890, w stylu eklektycznym. Budynek założony na planie prostokąta, z kolumnowymi portykami od południa i wschodu jest niewielkim pałacykiem, stanowiącym wiejską, letnią siedzibę właścicieli majątku do lat 40. XX wieku. Za pałacem rozciągał się park, którego granice czytelne są do dziś. Cały zespół pałacowy otoczony jest kamiennym murem z fragmentami bramy wjazdowej prowadzącej ku podjazdowi do południowego portyku.
Po wojnie pałacyk został adaptowany na budynek administracyjno-mieszkalny dla pracowników rolnych. W 1977 roku właściciel obiektu (Oporowski Kombinat Rolny) rozpoczął adaptację na Ośrodek Szkoleniowy-Wypoczynkowy Zakładu Rolnego w Miękini. Prace remontowe objęły remont wnętrz, wymianę instalacji oraz odnowę elewacji. Po upadku PGR-ów pałac został sprzedany prywatnemu właścicielowi, który w roku 1996 przeprowadził gruntowny remont i rekonstrukcję elementów stylowych. Park krajobrazowy założony około 1850 roku zajmował obszar ok. 1,5 ha. Jego szatę roślinną stanowiły przeważnie rodzime gatunki roślin, w tym najliczniej reprezentowane klony, sosny i robinie akacjowe. W pojedynczych okazach występowała choina kanadyjska, dąb błotny i kasztanowiec oraz czeremcha amerykańska. Jest w nim również wiele sosen wejmutek i czarnych oraz daglezje. Park również został zrekonstruowany wraz z fontanną i klombem.
Obiekt jest częścią zespołu pałacowego, w skład którego wchodzi jeszcze park z XIX w.
W 1850 roku urodził się w Gosławicach Emil May, budowniczy kanału Odra-Hawela i kanału Noteć-Warta.

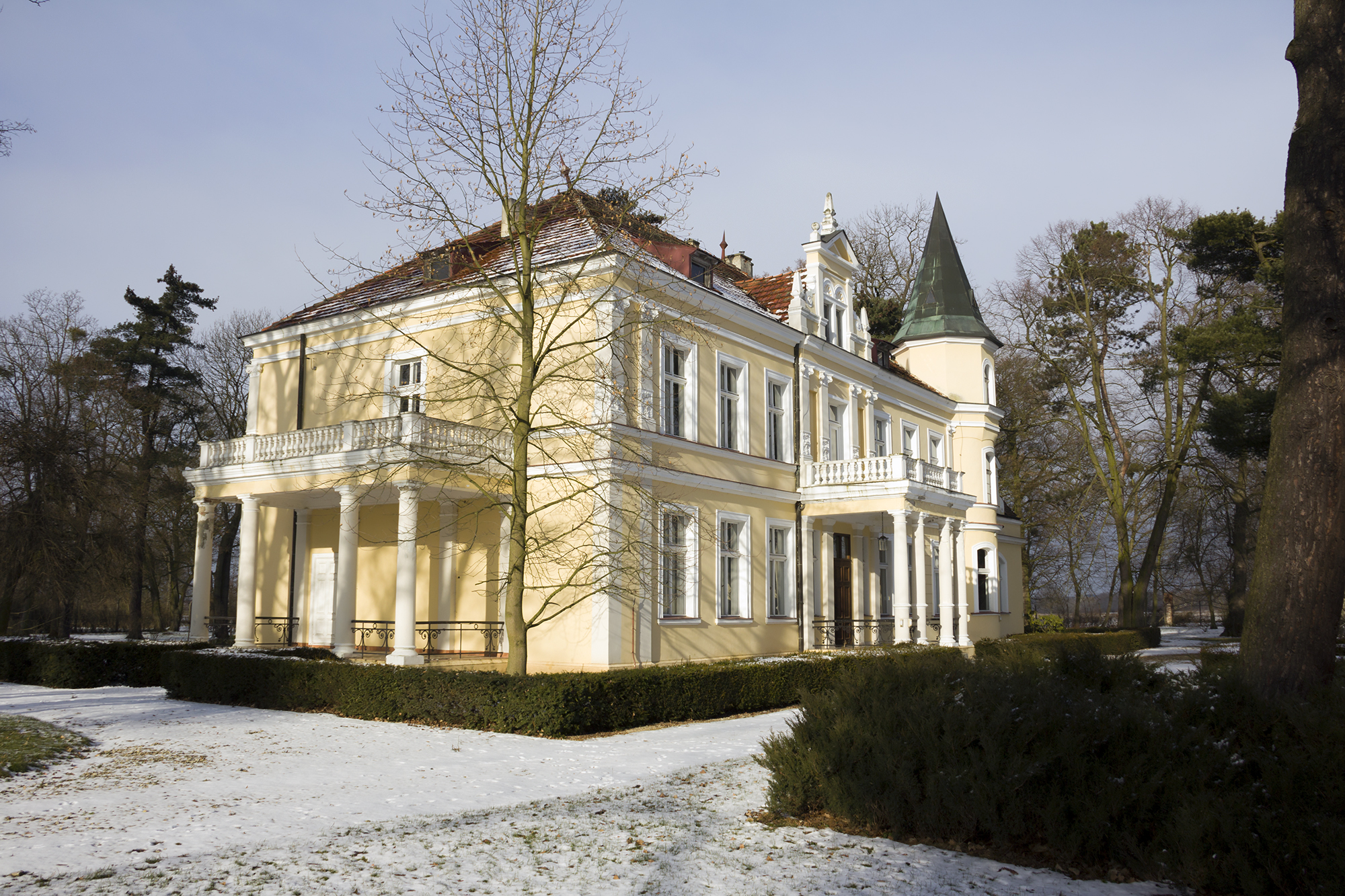
Widok z boku
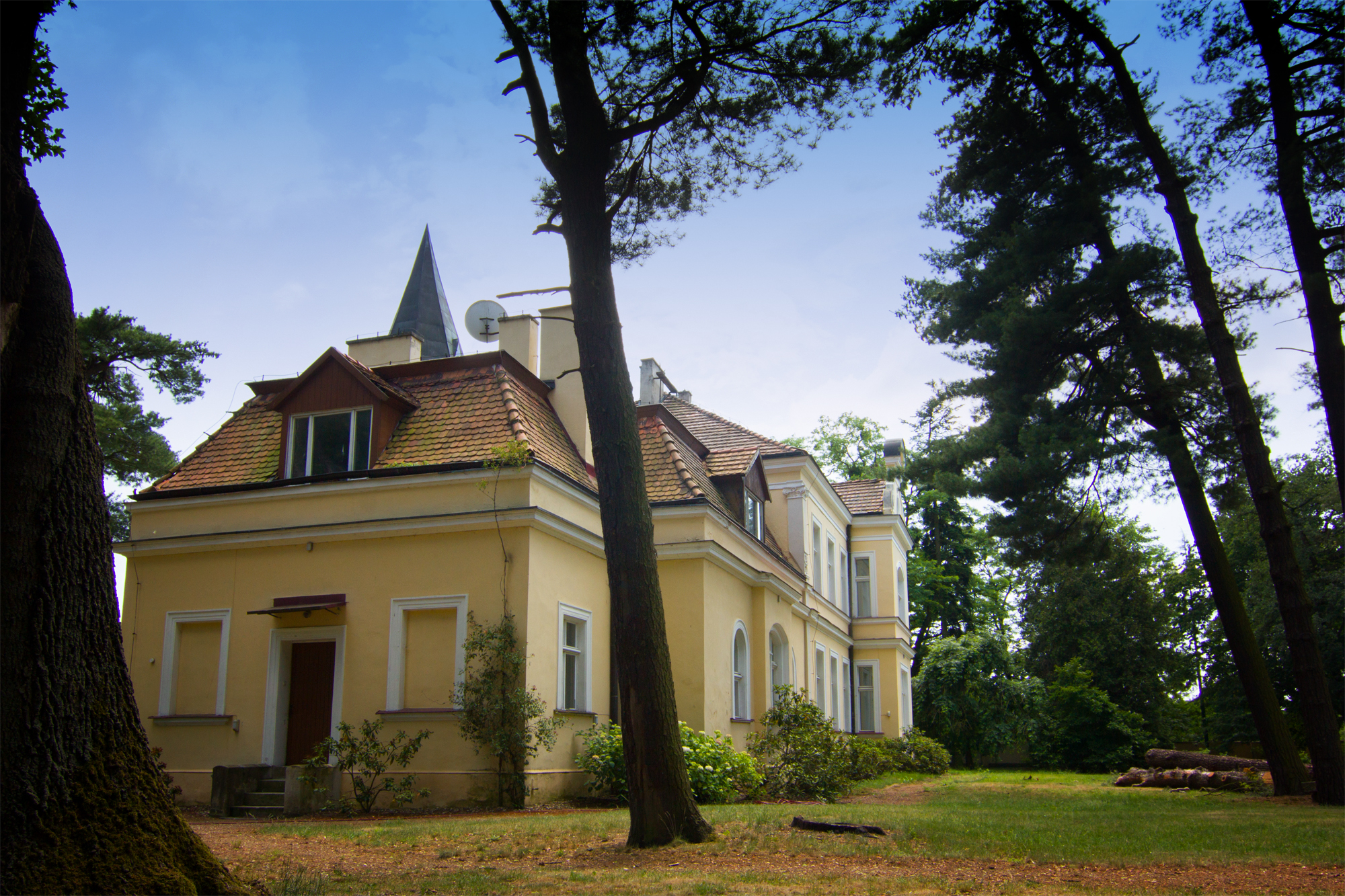
Widok z boku
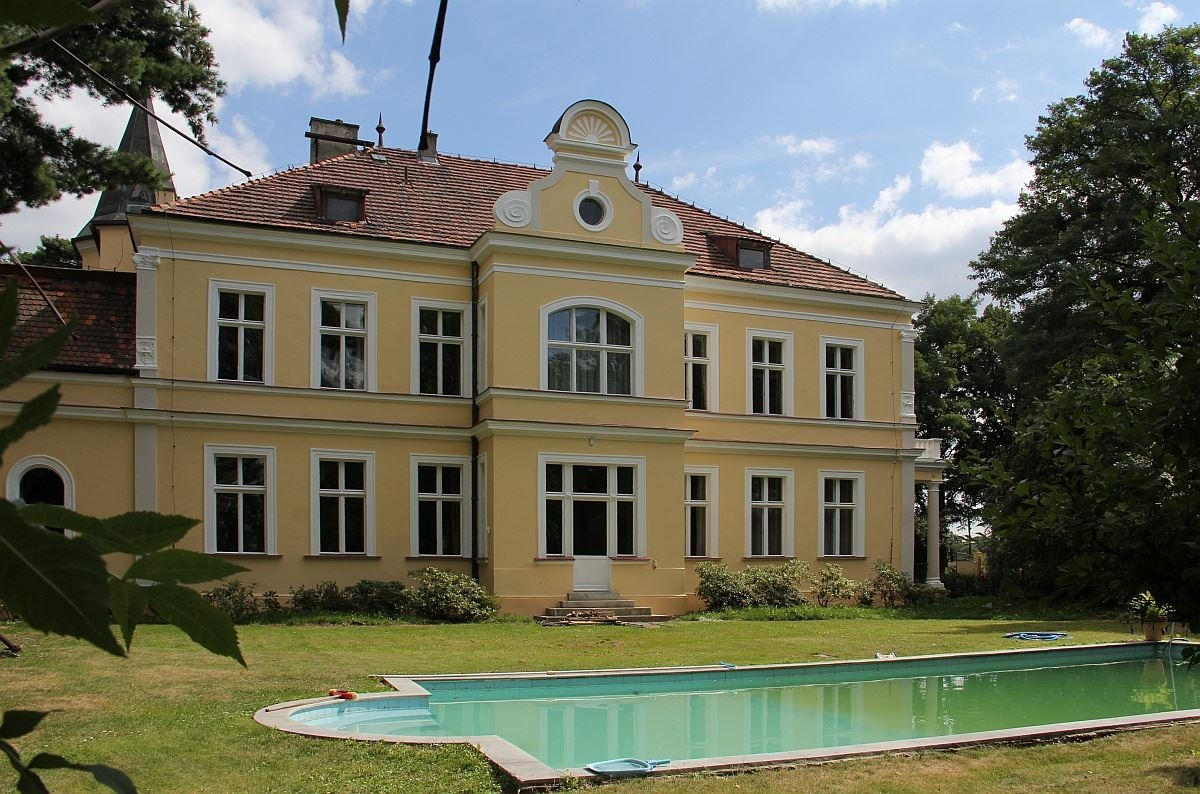
Widok od strony ogrodu